# Oswald z Worcesteru
Oswald z Worcester (ur. w X wieku, zm. 29 lutego 992) – arcybiskup Yorku, święty Kościoła katolickiego.

## Życie
Był wychowywany przez swojego wuja Oda, arcybiskupa Canterbury. Wuj wysłał go do Francji do opactwa Fleury. Jednak po kilku latach pracy w Fleury Oswald wrócił do Anglii na prośbę wuja, który zmarł, zanim Oswald wrócił. W 972 roku został mianowany arcybiskupem Yorku, potem wyruszył do Rzymu, gdzie otrzymał paliusz z rąk papieża Jana XIII. Zmarł 29 lutego 992 roku w opinii świętości i został pochowany w kościele Najświętszej Marii Panny w Worcester. Niemal natychmiast po jego śmierci odnotowano cuda na jego pogrzebie i przy jego grobie. Jest czczony jako święty, a jego wspomnienie obchodzone jest w dniu 28 lutego.